# Liste der Justizvollzugsanstalten in Hamburg
Die Liste der Justizvollzugsanstalten in Hamburg führt bestehende und ehemalige Justizvollzugsanstalten im Land Hamburg auf. 

## Justizvollzugsanstalten
| Justizvollzugsanstalt              | Ort                | Inbetriebnahme | Belegungsfähigkeit | Bemerkungen | Bild |
| ---------------------------------- | ------------------ | -------------- | ------------------ | --- | ---- |
| Justizvollzugsanstalt Fuhlsbüttel  | Hamburg-Ohlsdorf   | 1879           | 800                | Männeranstalt für den geschlossenen Strafvollzug und Sicherungsverwahrung                                                                        |      |
| Justizvollzugsanstalt Billwerder   | Hamburg-Billwerder | 2003           | 803                | |      |
| Justizvollzugsanstalt Glasmoor     | Norderstedt        | 1922           | 209                | Die Justizvollzugsanstalt ist eine Behörde der Freien und Hansestadt Hamburg, befindet sich jedoch auf dem Gebiet des Landes Schleswig-Holstein. |      |
| Justizvollzugsanstalt Hahnöfersand | Jork               | 1913           | 280                | Die Justizvollzugsanstalt ist eine Behörde der Freien und Hansestadt Hamburg, befindet sich jedoch auf dem Gebiet des Landes Niedersachsen.      |      |
| Untersuchungshaftanstalt Hamburg   | Hamburg-St. Pauli  | 1881           |                    | |      |

### Ehemalige Standorte
| Justizvollzugsanstalt           | Ort                | Inbetriebnahme | Schließung | Bemerkungen                                                                                       | Bild |
| ------------------------------- | ------------------ | -------------- | ---------- | ------------------------------------------------------------------------------------------------- | ---- |
| Justizvollzugsanstalt Vierlande | Hamburg-Neuengamme | 1948           | 2006       | Die Haftanstalt bestand aus zwei Abschnitten aus den Jahren 1948 und gegen Ende der 1960er Jahre. |      |
| Moritz-Liepmann-Haus            | Bezirk Altona      | 1972           | 2005       | Für 45 Männer und Frauen.                                                                         |      |